# Greenland Contractors
Greenland Contractors er et selskab der ejes af MT Højgaard (67%) og Grønlands Selvstyre (33%) og indtil 1. oktober 2017 stod for den daglige drift af Thule Air Base ('TAB') i Grønland for det amerikanske luftvåben (USAF), og tidligere også på den nu nedlagte base Sondrestrom Air Base ('SAB') i Søndre Strømfjord.
Driften omfattede alt fra boliger, veje og transport, til værksteder, hospital og fritidsaktiviteter.
Før i tiden hed Greenland Contractors Danish Construction Corporation ('DCC'), senere Danish Arctic Contractors ('DAC'). Virksomheden skiftede navn til Greenland Contractors efter Grønlands Selvstyre blev medejer.

## USAF ændrer holdning
Greenland Contractors tabte kontrakten om Thule Air Base i 2014. En retsindstans i USA (Court of Federal Claims) konkluderede dog i maj 2015, at Exelis Services A/S, der i første omgang vandt, ikke kunne få kontrakten, da det kun var et dansk skuffeselskab.
Den 24. juli 2015 bekræftede MT Højgaard en mulig forlængelse af kontrakten, men måske på ændrede vilkår. Sermitsiaq skrev 1. august 2015 at 44 civile fyres på Pituffik (Thule Air Base).

Exelis er et spinoff fra Vectrus, der igen stammer fra ITT Corporation.
Exelis Services A/S skiftede senere navn til Vectrus Services A/S og flyttede til Lyngbyvej 20 i København, senere flyttet til Indiavej 1 København 2100.
Pr. 1. Oktober 2017 overtog Vectrus Services den daglige civile drift af Pituffik (Thule Air Base).[kilde mangler]

## Ekstern henvisning
- Greenland Contractors Arkiveret 30. oktober 2020 hos  Wayback Machine

| Grønland | Spire Denne artikel om et firma eller en virksomhed i Grønland er en spire som bør udbygges. Du er velkommen til at hjælpe Wikipedia ved at udvide den. |